# Homunculus (Manga)
Homunculus (jap. ホムンクルス, Homunkurusu) ist eine Manga-Serie des japanischen Mangaka Hideo Yamamoto, die zwischen 2003 und 2011 veröffentlicht wurde.
Hauptfigur ist ein junger Mann, der sich aus Geldnot einer Operation unterzieht, die sein Leben für immer verändern soll. Die Geschichte richtet sich hauptsächlich an Erwachsene und lässt sich daher dem Seinen-Genre zuordnen.
Auf Netflix ist die 2021 entstandene Realverfilmung mit Go Ayano, Ryo Narita, Yukino Kishii, Anna Ishii und Seiyo Uchino als fast zwei Stunden lange Nacherzählung (mit anders gestaltetem Ende als im Manga) anschaubar.

## Handlung
Susumu Nakoshi lebt seit zwei Wochen auf der Straße. Früher arbeitete er für eine Versicherungsgesellschaft als Aktuar, doch nun, nach seiner Entlassung, verbringt er die Zeit entweder auf der gegenüberliegenden Straßenseite, wo sich einige Obdachlose ein Heim geschaffen haben, oder in seinem Auto, in dem er sich so oft wie möglich aufhält und mit dem er täglich eine „Tour“ macht.
Eines Tages spricht ihn Manabu Ito an, der vorgibt, Medizin zu studieren und freiwillige Testpersonen für ein Experiment sucht. Er verspricht Nakoshi ein stattliches Honorar und, nachdem sein geliebtes Auto abgeschleppt wird, willigt dieser ein, in der Hoffnung, er könne mit dem Geld sein Auto wieder freikaufen.
Ito nimmt eine Trepanation an Nakoshi vor, um so den Druck an einer bestimmten Stelle im Kopf zu verringern und ungeahnte Fähigkeiten freizusetzen. Zunächst scheinen sich keine Veränderungen feststellen zu lassen. Nakoshi, von Ito aufgefordert, seine linke Körperhälfte bei einem ESP-Kartenspiel einzusetzen, deckt zwar vier von fünf Karten mit Sternensymbol auf, dies macht Ito jedoch eher misstrauisch ihm gegenüber. Noch am selben Abend, nachdem sich Ito verabschiedet hat, plagen Nakoshi die Auswirkungen der Operation. Er ist fortan in der Lage, mit seinem linken Auge die tiefsten Emotionen und Gefühle, die Homunculi, wie sie Ito später nennt, von Menschen optisch wahrzunehmen. Dies geschieht dabei eher zufällig. So wird Nakoshis rechtes Auge beispielsweise von einer plötzlich aufkommenden, etwas Dreck und Blätterreste mitführenden Windböe getroffen, was dazu führt, dass er für einen Moment nur sein linkes Auge benutzt.
Äußerst verwirrt über das, was er nun sehen kann (darunter eine Frau, die auf den Händen läuft, einen beleibten Mann, der von der Seite gesehen dünn wie Papier ist und eine Art wandelnden Baum), geht er rückwärts und verschüttet dabei versehentlich seinen vorher gekauften Dosenkaffee über das Jackett eines Yakuza-Bosses. Dessen Homunculus wird im weiteren Verlauf der Handlung von Nakoshi so umgewandelt, dass dieser dem eigentlichen Erscheinungsbild des Mannes entspricht.

## Charaktere
Susumu Nakoshi
Er ist die Hauptfigur der Serie. Stets gut angezogen und gepflegt, will er so verbergen, dass er auf der Straße lebt. Nach der Trepanation ist er in der Lage, die Homunculi von verschiedenen Personen wahrzunehmen. Dadurch hat Nakoshi auch die Fähigkeit, Menschen von diesen zu befreien. Dies hat jedoch zur Folge, dass die Homunculi danach auf ihn selbst übergehen.
Manabu Ito
Ito ist ein äußerst geheimnisvoller Charakter, über den nicht viel bekannt ist. Er betreut Nakoshi nach dem Eingriff noch eine Weile, um herauszufinden, welche Veränderungen sich bei ihm bemerkbar machen. Nachdem Nakoshis Fähigkeit erkannt wurde, fragt er diesen nach seinem eigenen Homunculus. Es stellt sich heraus, dass es ein mit Wasser gefüllter Körper aus Glas ist. Der Subplot der Geschichte handelt von Itos Kindheit und seiner Beziehung zu seinem Vater sowie seinen Problemen mit seiner Geschlechtsidentität.
Yakuza-Boss
Er ist der Erste, auf den Nakoshi trifft, nachdem er seine neue Fähigkeit entdeckt hat. Der Homunculus des Yakuza-Bosses ist ein Junge in einem Mech, der versucht, sich den kleinen Finger abzuschneiden. Er wird später durch Nakoshi von seinem Homunculus erlöst, was zur Folge hat, dass Nakoshis rechter Arm die Gestalt eines Mech annimmt.
Yukari
Yukari ist ein junges Mädchen, das stark unter dem Einfluss ihrer Mutter leidet. Wenn Nakoshi sie betrachtet, sieht es so aus, als würde sie aus Sand bestehen. Wie sich herausstellt, sind dies winzig kleine Symbole, die das ausdrücken, was Yukari sich nicht traut, zu sagen. Nachdem Nakoshi sie von ihrem Homunculus erlöst hat, geht dieser auf sein linkes Bein über.

## Veröffentlichungen
In Japan erschien die Serie von 2003 bis 2011 wöchentlich in Einzelkapiteln im Manga-Magazin Big Comic Spirits und wurde durch den Shōgakukan-Verlag komplett in 15 Taschenbüchern gesammelt veröffentlicht. Zwischen 2015 und 2016 erschien die Serie in einer new edition, die zehn Bände umfasst.
Auf Deutsch wurde die Serie von Egmont Manga zwischen Juli 2006 und März 2012 vollständig herausgebracht. Die Übersetzung stammt von Monika Hammond. Von Mai 2023 bis November 2024 veröffentlichte Egmont eine new edition vollständig in zehn Bänden.
Der Manga wird auch in Frankreich von Editions Tonkam und in Italien von Planet Manga herausgegeben; auf Spanisch erscheint er bei Ponent Mon.